# Baldassare d'Este

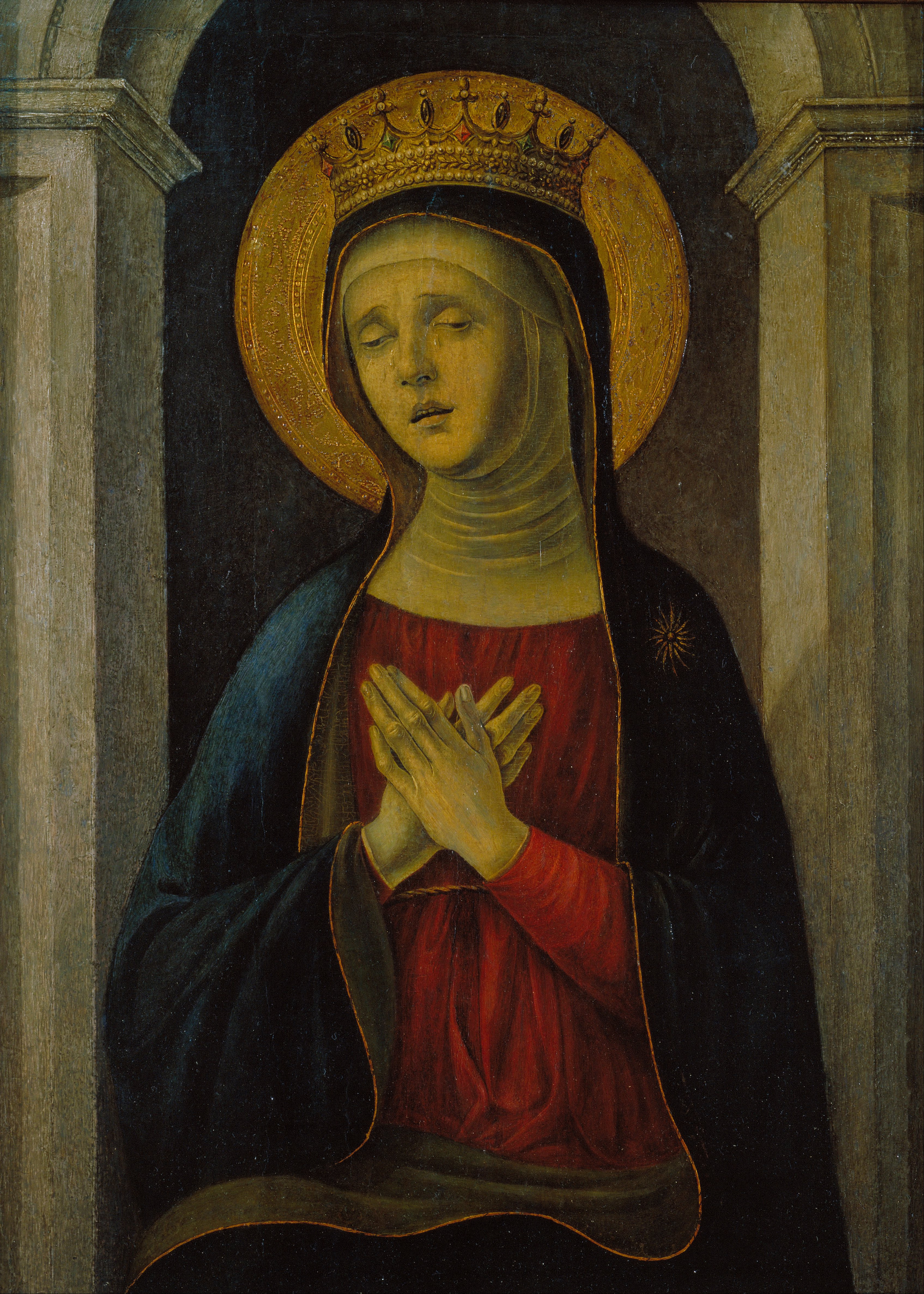
Baldassare d'Este (?) - Mater Dolorosa

Baldassare d'Este, també conegut com a Baldassare Estense (ca. 1443 - després de 1504) fou un pintor italià.
Va néixer a Reggio de l'Emília; s'ha suposat que va ser un descendent il·legítim de la casa d'Este, ja que no s'esmenta el nom del seu pare mai ni es produeix en els registres contemporanis, mentre que va ser anomenat Estensis, i va rebre la promoció i recompenses inusuals dels ducs de Ferrara. Va ser deixeble de Cosimo Tura, i també fou un medallista. En 1469 va pintar la imatge de Borso I, i se li va ordenar presentar-se en persona al duc de Milà. De 1471-1504 va ser un oficial assalariat a la cort de Ferrara, i va viure primer a Castel Nuovo i després a Castell Tedaldo, del qual era governador. En 1483 va pintar el retrat de Tito Vespasiano Strozzi, ara a la galeria Costabili a Ferrara. El seu testament, de data 1500, es troba en els arxius de Ferrara, però la data exacta de la seva mort és desconeguda. Al Museu Nacional d'Art de Catalunya es conserva obra seva.